# Transformada de Fourier de Tiempo Reducido
La Transformada de Fourier de Tiempo Corto (Short-time Fourier transform, STFT) o Transformada de Fourier de Término Reducido (short-term Fourier transform) está relacionada con la transformada de Fourier usada para determinar el contenido en frecuencia sinusoidal y de fase en secciones locales de una señal así como sus cambios con respecto al tiempo.

## STFT

### STFT de tiempo continuo
Simplemente, en el caso del tiempo continuo, la función a ser transformada se multiplica por una función ventana que solo es diferente de cero por un pequeño período. La trasformada de Fourier (una función de una sola dimensión) de la señal resultante es tomada como la ventana que se desliza a lo largo del eje del tiempo, resultando una representación en dos dimensiones de la señal. Matemáticamente, se escribe como:
{\displaystyle \mathbf {STFT} \left\{x(t)\right\}\equiv X(\tau ,\omega )=\int _{-\infty }^{\infty }x(t)w(t-\tau )e^{-j\omega t}\,dt}
donde w(t) es la función ventana, comúnmente una ventana de Hann o ventana campana Gaussiana centrada en cero, y x(t) es la señal a ser transformada, X(τ, ω) es esencialmente la Transformada de Fourier de x(t)w(t - τ), una función compleja que representa la fase y magnitud de la señal sobre tiempo y frecuencia. A menudo se emplea la fase instantánea junto con el eje del tiempo τ y el eje de la frecuencia w para suprimir cualquier discontinuidad por salto en la fase resultante en la STFT. El índice de tiempo τ normalmente se considera un tiempo "lento" y usualmente no se expresa con tan alta resolución como con el tiempo t

### STFT en tiempo discreto
En el caso del tiempo discreto, la información a ser transformada podría ser dividida en pedazos o tramas (que usualmente se traslapan unos con otros, para reducir irregularidades en la frontera). Para cada trama se obtiene una transformación de Fourier, y el resultado complejo se agrega a una matriz, que almacena magnitud y fase para cada punto en tiempo y frecuencia. Esto se puede expresar así:
{\displaystyle \mathbf {STFT} \left\{x[n]\right\}\equiv X(m,\omega )=\sum _{n=-\infty }^{\infty }x[n]w[n-m]e^{-j\omega n}}

Donde, x[n] es la señal y w[n] es la ventana. En este caso m es discreta y ω es continua, pero en la mayoría de aplicaciones típicas la STFT se hace en un computador usando la Transformada Rápida de Fourier, así ambas variables son discretas y cuantizadas.  De nuevo, el índice de tiempo discreto m es normalmente considerado como un tiempo "lento" y usualmente no se expresa con tan alta resolución como con el tiempo n.
La magnitud cuadrada de la STFT origina el espectrograma de la función:
{\displaystyle \mathrm {espectrograma} \left\{x(t)\right\}\equiv \left|X(\tau ,\omega )\right|^{2}}
Vea también la transformada modificada discreta del coseno (MDCT), que está también relacionada con la transformada de Fourier y que usa ventanas traslapadas.

## STFT inversa
La STFT es invertible, esto es, la señal original puede ser recuperada de la transformación por medio de la STFT inversa. La forma más ampliamente aceptada de invertir la STFT es usando el método suma solapada (overlap-add, OLA), que también permite modificar al espectro complejo de STFT. Esto lo hace un método de procesamiento de señal versátil, referido como el método de solapamiento y suma con modificaciones.

### STFT en tiempo continuo
Dado el ancho y definición de la función ventana w(t), se requiere inicialmente que el área de la función ventana sea ajustada así que
{\displaystyle \int _{-\infty }^{\infty }w(\tau )\,d\tau =1.}
Es fácil deducir que
{\displaystyle \int _{-\infty }^{\infty }w(t-\tau )\,d\tau =1\quad \forall \ t}
y
{\displaystyle x(t)=x(t)\int _{-\infty }^{\infty }w(t-\tau )\,d\tau =\int _{-\infty }^{\infty }x(t)w(t-\tau )\,d\tau .}
La transformada de Fourier continua es
{\displaystyle X(\omega )=\int _{-\infty }^{\infty }x(t)e^{-j\omega t}\,dt.}
Substituyendo x(t) de arriba:
{\displaystyle X(\omega )=\int _{-\infty }^{\infty }\left[\int _{-\infty }^{\infty }x(t)w(t-\tau )\,d\tau \right]\,e^{-j\omega t}\,dt}
{\displaystyle =\int _{-\infty }^{\infty }\int _{-\infty }^{\infty }x(t)w(t-\tau )\,e^{-j\omega t}\,d\tau \,dt.}
Cambiando el orden de integración:
{\displaystyle X(\omega )=\int _{-\infty }^{\infty }\int _{-\infty }^{\infty }x(t)w(t-\tau )\,e^{-j\omega t}\,dt\,d\tau }
{\displaystyle =\int _{-\infty }^{\infty }\left[\int _{-\infty }^{\infty }x(t)w(t-\tau )\,e^{-j\omega t}\,dt\right]\,d\tau }
{\displaystyle =\int _{-\infty }^{\infty }X(\tau ,\omega )\,d\tau .}
Por lo que la Transformada de Fourier puede ser vista como una suma coherente de fases de todos los STFTs de x(t), Debido a que la transformada inversa de Fourier es
{\displaystyle x(t)={\frac {1}{2\pi }}\int _{-\infty }^{\infty }X(\omega )e^{+j\omega t}\,d\omega ,}
entonces x(t) puede ser recuperada de X(τ,ω) como
{\displaystyle x(t)={\frac {1}{2\pi }}\int _{-\infty }^{\infty }\int _{-\infty }^{\infty }X(\tau ,\omega )e^{+j\omega t}\,d\tau \,d\omega .}
o
{\displaystyle x(t)=\int _{-\infty }^{\infty }\left[{\frac {1}{2\pi }}\int _{-\infty }^{\infty }X(\tau ,\omega )e^{+j\omega t}\,d\omega \right]\,d\tau .}
Se puede ver que, al comparar arriba que la ventana de "grano" o "wavelet" de x(t) es
{\displaystyle x(t)w(t-\tau )={\frac {1}{2\pi }}\int _{-\infty }^{\infty }X(\tau ,\omega )e^{+j\omega t}\,d\omega .}
la transformada de Fourier inversa de X(τ, ω) para una τ fija.

## Cuestiones de la resolución
Uno de los problemas del STFT es que tiene una resolución fija. El ancho de la función de ventana está relacionado con el como la señal es representada, esto determina si hay buena resolución en frecuencia (las componentes de frecuencia que están cerca pueden ser separadas) o buena resolución en tiempo (el tiempo en cuyas frecuencias cambian). Una ventana amplia da una mejor resolución en frecuencia pero también una pobre resolución en el tiempo. Una ventana angosta da una buena resolución en el tiempo pero una pobre resolución en frecuencia. Estas son llamadas transformadas de banda angosta y de banda amplia, respectivamente.
Esta es una de las razones de la creación de la transformada wavelet (o análisis multiresolución en general), que puede dar una buena resolución en el tiempo para eventos de alta frecuencia y buena resolución en frecuencia para eventos de baja frecuencia, que es el tipo de análisis mejor utilizado para muchas señales reales.
Esta propiedad está relacionada con el principio de incertidumbre de Heisenberg, pero no es una relación directa. El producto de la desviación estándar en el tiempo y en la frecuencia es limitado. La frontera del principio de incertidumbre (la mejor resolución en frecuencia de ambas) es alcanzado por una función de ventana Gausiana, debido a que el Gausiano minimiza el principio de incertidumbre de Fourier.
Uno puede considerar la STFT para ventanas de tamaño variable como si fuera un dominio en dos dimensiones (tiempo, frecuencia), como se ha ilustrado en el ejemplo de abajo, que puede ser calculado al variar el tamaño de la ventana. De todas, maneras, esto no es más que una estricta representación del tiempo y la frecuencia.

### Ejemplo
Usando la siguiente muestra de señal x(t) que está compuesta por un conjunto de 4 formas de onda sinusoidales unidas en secuencia. Cada forma de onda está únicamente compuesta de una de cuatro frecuencias (10, 25, 50, 100 Hz). La definición de x(t) es.
{\displaystyle x(t)={\begin{cases}\cos(2\pi 10t);&0\leq t<5s\\\cos(2\pi 25t);&5\leq t<10s\\\cos(2\pi 50t);&10\leq t<15s\\\cos(2\pi 100t);&15\leq t<20s\\\end{cases}}}
Entonces, muestreado a 400 Hz se obtuvo el siguiente espectrograma:
|  |  |
|  |  |

La ventana de 25 ms nos permite identificar un tiempo preciso en el cual la señal cambia pero los cambios precisos en la frecuencia son difíciles de identificar- En el otro extremo de la escala, la ventana de 1000 ms permite que las frecuencias sean vistas de forma precisa pero el tiempo entre los cambios de frecuencia es borroso.

### Explicación
También puede ser explicado con referencia al muestreo y a la frecuencia de Nyquist
Tome una ventana de N muestras del valor real de una señal arbitraria con una tasa de muestreo de fs. Tomando la transformada de Fourier se produce N coeficientes complejos. De estos coeficientes solo la mitad son útiles (el último N/2 siendo el complejo conjugado del primer N/2 en orden inverso, ya que este es el valor real de una señal).
Estos N/2 coeficientes representan las frecuencias 0 a fs/2 (Nyquist) y dos coeficientes consecutivos son espaciados aparte por fs/N Hz.
Para incrementar la resolución en frecuencia de la ventana, la frecuencia de espaciado de los coeficientes necesita ser reducida. Hay solo dos variables, pero el disminuir fs (y mantener N constante) causará que el tamaño de la ventana aumente, debido a que ahora hay menos muestras por unidad de tiempo. La otra alternativa es incrementar N, pero esto causa de nuevo que el tamaño de la ventana se incremente. Cualquier intento de incrementar la resolución en frecuencia causa un mayor tamaño de la ventana y por lo tanto una reducción en la resolución del tiempo y viceversa.

## Aplicación
Las STFTs al igual que las transformaciones estándar de Fourier y otras herramientas son frecuentemente usadas para analizar música. El espectrograma puede por ejemplo, mostrar la frecuencia en el eje horizontal, con las frecuencias más bajas a la izquierda y las más altas a la derecha. La altura de cada barra (resaltada con color) representa la amplitud de las frecuencias dentro de la banda. La dimensión del fondo representa el tiempo, donde cada nueva barra fue una transformación distinta. Los ingenieros de Audio usan este tipo de visualización para obtener información a cerca de una muestra de audio, por ejemplo, para localizar las frecuencias de ruidos específicos (especialmente cuando se usó con gran resolución en frecuencia) o encontrar frecuencias que podrían ser más o menos resonantes en el espacio donde la señal fue grabada.. Esta información puede ser usada para la ecualización o entonación de otros efectos de audio.